# Vid skilda bord
Vid skilda bord (engelska: Separate Tables) är en amerikansk dramafilm från 1958 i regi av Delbert Mann.
Filmen är baserad på två enaktare av Terence Rattigan som även var med och skrev manus. I rollerna ses Rita Hayworth, Deborah Kerr, David Niven, Burt Lancaster och Wendy Hiller. Filmen nominerades till sju Oscar och vann två, Niven för bästa manliga huvudroll och Hiller för bästa kvinnliga biroll.

## Handling
Filmen utspelar sig på ett badhotell i Bournemouth i England. Flera gästers öden skildras, ett frånskilt par som vill försöka på nytt, en man som utger sig för att vara krigshjälte och en ungmö med sin dominanta mor.

## Rollista
- Rita Hayworth - Ann Shankland
- Deborah Kerr - Sibyl Railton-Bell
- David Niven - Major Angus Pollock
- Burt Lancaster - John Malcolm
- Wendy Hiller - Pat Cooper
- Gladys Cooper - Mrs. Railton-Bell
- Cathleen Nesbitt - Lady Matheson
- Felix Aylmer - Mr. Fowler
- Rod Taylor - Charles
- Audrey Dalton - Jean
- May Hallatt - Miss Meacham
- Priscilla Morgan - Doreen

## Utmärkelser
Filmen nominerades till sju Oscars, i kategorierna bästa film, bästa kvinnliga huvudroll (Kerr), bästa manus efter förlaga, bästa foto (svartvitt), bästa filmmusik och erhöll två (Niven för bästa manliga huvudroll och Hiller för bästa kvinnliga biroll).